# Sudobytschi
Sudobytschi (ukrainisch Судобичі; russisch Судобичи/Sudobitschi, polnisch Sudobicze) ist ein Dorf in der Westukraine etwa 14 Kilometer südlich des Rajonshauptortes Dubno und 51 Kilometer südwestlich der Oblasthauptstadt Riwne am Fluss Tartatschka (Тартачка) gelegen.

## Geschichte
Der Ort wird 1553 zum ersten Mal schriftlich erwähnt und gehörte dann bis 1793 in der Woiwodschaft Wolhynien zur Adelsrepublik Polen-Litauen. Mit den Teilungen Polens fiel der Ort an das spätere Russische Reich und lag bis zum Ende des Ersten Weltkriegs im Gouvernement Wolhynien.
Nach dem Ersten Weltkrieg kam der Ort zu Polen (als Hauptort der Gmina Sudobicze in die Woiwodschaft Wolhynien, Powiat Dubno), im Zweiten Weltkrieg wurde er zwischen 1939 und 1941 von der Sowjetunion besetzt. Nach dem Überfall auf die Sowjetunion im Juni 1941 wurde er dann bis 1944 von Deutschland besetzt, dieses gliederte den Ort in das Reichskommissariat Ukraine in den Generalbezirk Brest-Litowsk/Wolhynien-Podolien, Kreisgebiet Dubno.
Nach dem Krieg wurde der Ort der Sowjetunion zugeschlagen. Dort kam das Dorf zur Ukrainischen SSR und seit 1991 ist sie ein Teil der heutigen Ukraine.
Am 12. Juni 2020 wurde das Dorf ein Teil neu gegründeten Landgemeinde Tarakaniw; bis dahin war es ein Teil der Landratsgemeinde Ploska im Süden des im Rajon Dubno.